# Hauspostumschlag
Der Hauspostumschlag dient in Behörden und Unternehmen der internen Kommunikation mit Schriftstücken, kleinen Akten oder Büchern. Er kann bis zu 100 Mal wiederverwendet werden, da er auf Vorder- und Rückseite Raum für entsprechende Adressen oder Adressaufkleber hat.

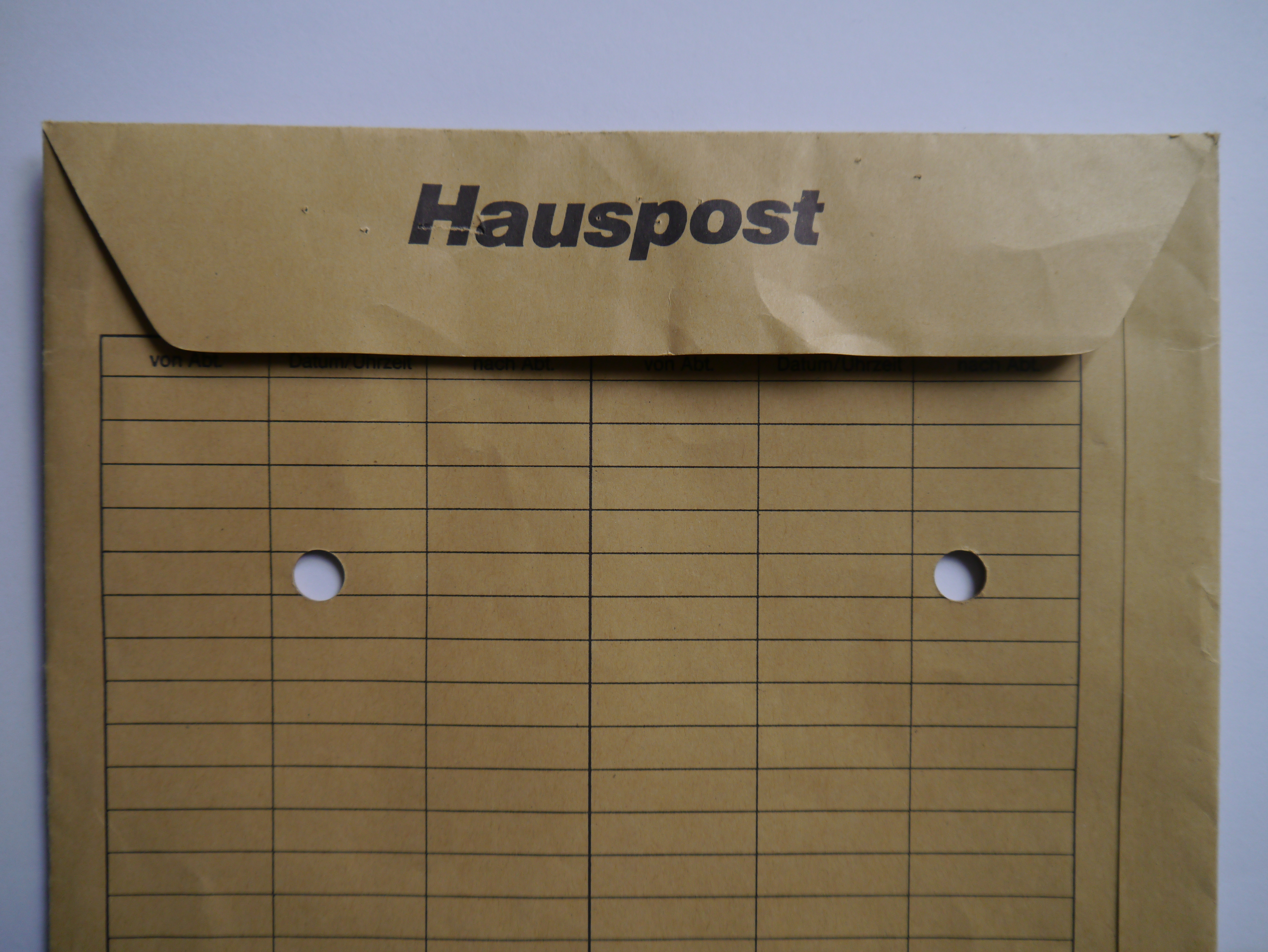
Hauspostumschlag aus dem Jahr 2012

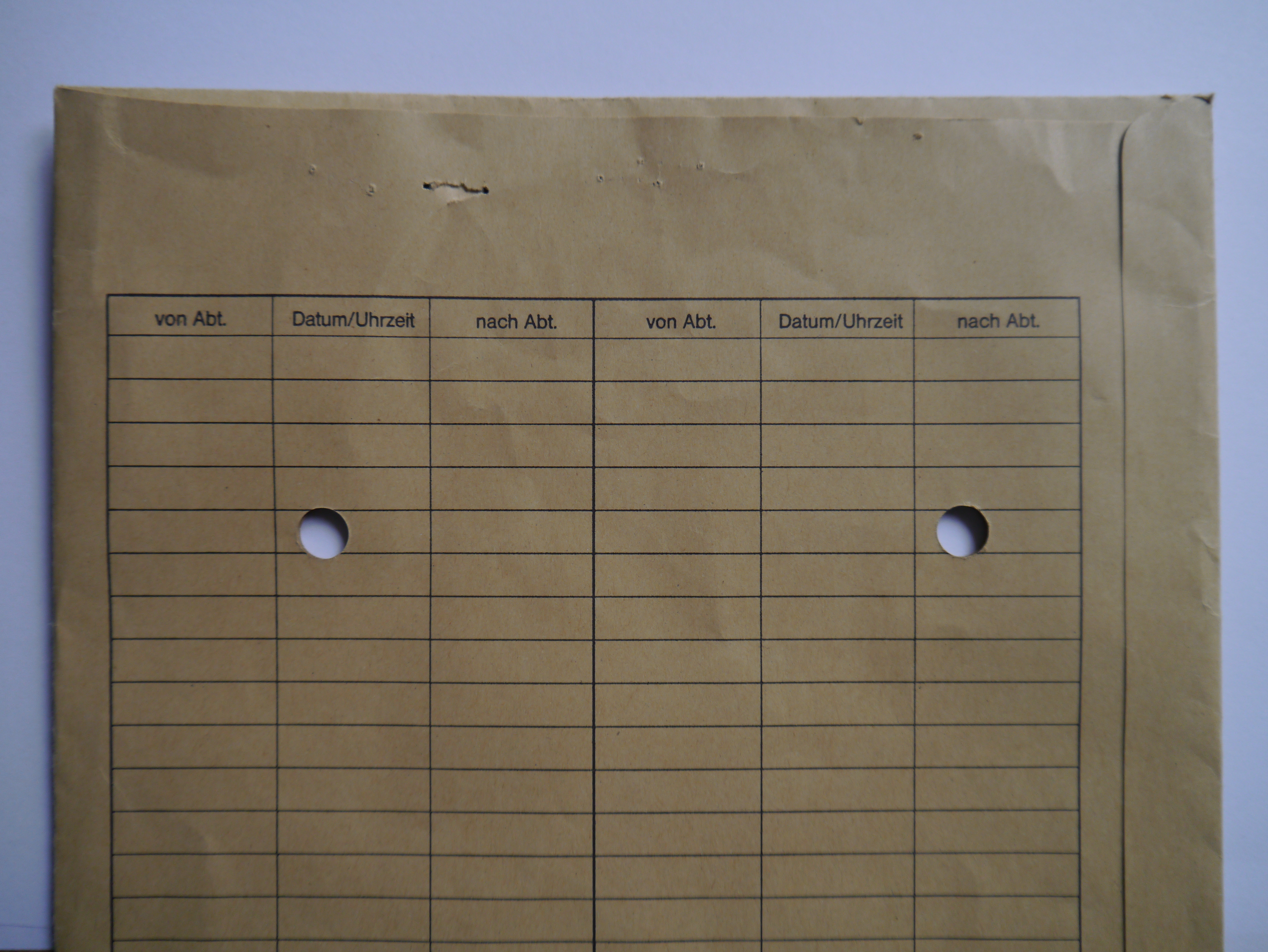
Hauspostumschlag mit eingeschlagener Lasche

## Geschichte
Vorläufer der Hauspostumschläge waren Briefhüllen für Eisenbahndienstsachen. Diese dienten zur bahninternen Briefzustellung. Dieser Umschlag hatte mehrere Adressfelder. Nach Zustellung wurde die Empfangsadresse durchgestrichen und die neue Empfangsadresse in ein noch freies Feld eingetragen. Alternativ konnte auch ein Adressaufkleber über bereits durchgestrichene Adressen geklebt werden. Der Dienst wurde nach der Bahnreform am 31. Dezember 1996 eingestellt.
In den späten 1990er Jahren setzte sich allmählich ein Bewusstsein für Ressourcenschonung, Recycling, und Kostenminimierung auch in der öffentlichen Verwaltung durch. Dies wurde auch dadurch erleichtert, dass einzelne Verwaltungseinheiten, zum Beispiel die einzelnen Hochschulen, ein globales Budget selbständig verwalten und verantworten konnten und mussten. Dies führte dazu, dass der Verwaltungsaufwand jetzt den einzelnen Untereinheiten zugerechnet wurde. Sie bekamen für Verbrauchsmaterialien und Postgebühren Kontingente zugeschrieben und waren deshalb selbst um Kostensenkung bemüht. So wurde zum Beispiel in der Postordnung der Universität zu Lübeck von 1998 vorgeschrieben, für internen Briefverkehr Hauspostumschläge zu benutzen. Dass die Umgewöhnung des Verwaltungshandelns sich nicht ganz einfach gestaltete, zeigt ein Beitrag in der Mitarbeiterzeitschrift der Verwaltung der Universität zu Köln von Dezember 2001. Mit der Festlegung in Benutzungsordnungen und mit einer einheitlichen Gestaltung der Umschläge nahmen die Verwaltungen nach einer kurzen Zeit mit von für die Ressourcenschonung verantwortlichen Mitarbeitern selbst gestalteten Versuchen mit gebrauchten Umschlägen das Heft in die Hand und stellten einheitliche Systeme zur Verfügung.

## Ausgestaltung
Gewöhnlich sind Hauspostumschläge etwas größer als DIN A4, also DIN B4, mit dem Namen von Behörde oder Firma und mit dem Zusatz Hauspost bedruckt. Dann sind auf Vor- und Rückseite in Spalten einheitlich große Adressfelder aufgedruckt, die mit der Hand beschriftet werden oder mit einem der meist selbst hergestellten Adressaufkleber beklebt werden können. Meist wird auf die separate Angabe des Absenders verzichtet. Er steht schließlich ja auch auf dem inliegenden Schreiben. Es gibt auch Briefumschläge mit der Aufteilung: linke Spalte Absender, rechte Spalte Adressat. Die Briefumschläge haben an der Lasche keine Gummierung, da sie meist unverschlossen versendet werden. Dass Inhalt enthalten ist, ist oft durch Lochungen bemerkbar. Soll der Inhalt ausnahmsweise verschlossen verschickt werden, kann er durch Papiersiegel verschlossen werden. Darüber hinaus ist die deutliche Aufschrift PERSÖNLICH/VERTRAULICH angeraten.
Gewöhnlich ist es notwendig, dass die zuletzt verwendete Anschrift durchgestrichen wird. Ist diese der neue Absender, so sollte die zuletzt verwendete Anschrift dennoch gut lesbar bleiben. Mit mehreren Adressen kann eine Akte oft auch in Umlauf gebracht werden (Umlaufmappe). Jeder Empfänger streicht dann jeweils nur die eigene Adresse und gibt die Hauspost erneut auf. Als es noch keine Kopierer gab, war der Umlauf von Schriftstücken per Hauspost ein sehr übliches Verfahren.

## Bewertung
Die theoretisch mögliche Mehrfachverwendung von bis zu 60 bis 100 Einsätzen (bei Benutzung von Aufklebern noch mehr) wird selten oder nie erreicht, da die Umschläge aus Recyclingpapier hergestellt und deshalb weniger stabil sind. Zudem werden sie oft unsachgemäß behandelt: mit Metallklammern zugetackert, mit Tesafilm zugeklebt, dann grob geöffnet, durch zu schwere/große Inhalte eingerissen, verschmutzt und Ähnliches mehr. Dadurch ist der Spareffekt zwar geringer, aber immer noch vorhanden. In Universitäten mit traditionell geführten Verwaltungen werden alle an einzelne Verwaltungsstellen gerichtete Hauspost-Schreiben weiterhin zentral durch die Verwaltungsposteingangsstelle angenommen, den Umschlägen entnommen und nach Durchsicht durch die Verwaltungsleitung oder wenigstens der Dezernate dann als offene Akte den Untereinheiten zugeführt. Die fürsorgliche Bewahrung der Schriftstücke durch den Umschlag ist damit nicht mehr gegeben. 
In jedem Falle aber gilt: Durch die auffällige Unterscheidbarkeit wird die Briefsortierung in interne und externe Post erleichtert. Der Papierverbrauch wird gesenkt und Umweltschonung wird im Bewusstsein der Mitarbeiter verankert.